# Santu Lussurgiu
Santu Lussurgiu é uma comuna italiana da região da Sardenha, província de Oristano, com cerca de 2.665 habitantes. Estende-se por uma área de 99 km², tendo uma densidade populacional de 27 hab/km². Faz fronteira com Abbasanta, Bonarcado, Borore (NU), Cuglieri, Norbello, Paulilatino, Scano di Montiferro, Seneghe.